# Coles Corner (település)
Coles Corner az Amerikai Egyesült Államok északnyugati részén, Washington állam Chelan megyéjében elhelyezkedő önkormányzat nélküli település.